# لينواوات
اللينواوات (الاسم العلمي: Lennooideae) هي أسرة من النباتات تتبع فصيلة الحمحمية من طبقة النجمياوايات.

## أجناسها
- اللينوة
- الفوليسمة (الاسم العلمي:Pholisma)